# Aeroportul Diomício Freitas
Aeroportul Diomício Freitas (IATA: CCM, ICAO: SBCM, SSIM) este un aeroport din Forquilhinha, Santa Catarina, Brazilia ce deservește zona Criciúma. Aeroportul a fost tranzitat în 2016 de 55.473 de pasageri. A fost numit după Diomício Freitas⁠(d).
Situat la o altitudine de 28 m, aeroportul dispune de 1 pistă. Este operat de Infraero⁠(d).

## Infrastructură

### Piste
Aeroportul dispune de o singură pistă. Pista 9/27 are suprafața de asfalt și dimensiunile 1.491 m × 30 m. 